# Ash Lake (Clare)
Ash Lake är en sjö i Kanada.   Den ligger i provinsen Nova Scotia, i den sydöstra delen av landet, 800 km öster om huvudstaden Ottawa. Ash Lake ligger 21 meter över havet. Den ligger vid sjön Cranberry Lake.
I omgivningarna runt Ash Lake växer i huvudsak blandskog. Runt Ash Lake är det glesbefolkat, med 9 invånare per kvadratkilometer.